# Grallaire teguy
Hylopezus ochroleucus
Espèce
Statut de conservation UICN

 LC  : Préoccupation mineure
La Grallaire teguy (Hylopezus ochroleucus) est une espèce d'oiseaux de la famille des Grallariidae endémique du Brésil.

## Répartition
Cette espèce est endémique du Nord-Est du Brésil. Elle vit dans la caatinga et dans les forêts décidues semi-tropicales entre 500 et 1 000 m d'altitude.